# کارلو بومانس
کارلو بومانس (انگلیسی: Carlo Bomans؛ زادهٔ ۱۰ ژوئن ۱۹۶۳) دوچرخه‌سوار اهل بلژیک است.